# Michele Pinto
Michele Pinto (Teggiano, 2 gennaio 1931) è un politico italiano, Ministro delle politiche agricole, alimentari e forestali dal 18 maggio 1996 al 21 ottobre 1998 nel primo governo Prodi.

## Biografia
Ha trascorso la sua vita politica nelle file della Democrazia Cristiana e successivamente del Partito Popolare Italiano. 
Alle politiche del 1996 viene rieletto alla Camera dei deputati, nelle liste proporzionali de L'Ulivo in quota PPI. Dopo la vittoria de L'Ulivo di Romano Prodi alle elezioni politiche del 1996, e il successivo incarico di formare un esecutivo presieduto da Prodi stesso, viene proposto da Prodi come ministro delle politiche agricole, alimentari e forestali. Il giorno successivo, il 18 maggio 1996, giura nelle mani del Presidente della Repubblica Oscar Luigi Scalfaro come Ministro delle politiche agricole, alimentari e forestali nel primo governo Prodi. In riferimento alla sua carica di Ministro della Repubblica, il 4 febbraio 1997 la Camera dei deputati respinge con 250 sì e 311 no una mozione di sfiducia: era stata presentata da Lega Nord e Alleanza Nazionale contro di lui con l'accusa di non aver saputo tutelare gli allevatori italiani di fronte all'Unione europea sulla questione delle quote latte.
Da Presidente della commissione giustizia del Senato è stato promotore della Legge Pinto sull'equa riparazione per il danno, patrimoniale o non patrimoniale, subito per l'irragionevole durata di un processo (l. 24 marzo 2001, n. 89).
In base alla legge Pinto, e successive modifiche, qualora il procedimento superi una durata di tempo ragionevole - stimata dal legislatore in 3 anni per il procedimento di primo grado, 2 anni per il secondo ed 1 anno per la cassazione - a prescindere dall’esito della lite (e/o in caso di conciliazione della lite) si ha diritto ad una somma di denaro per ogni anno di eccessiva durata del processo.